# 弗龙特纳克 (洛特省)
弗龙特纳克（法語：Frontenac，法語發音：[fʁɔ̃tnak]）是法国洛特省的一个市镇，属于菲雅克区。

## 地理
弗龙特纳克（44°32'22"N, 1°58'17"E）面积2.84 平方千米，位于法国奧克西塔尼大區洛特省，该省份为法国西南部内陆省份，北起顺时针与科雷兹省、康塔爾省、阿韦龙省、塔恩-加龙省、洛特-加龍省和多尔多涅省接壤。
与弗龙特纳克接壤的市镇（或旧市镇、城区）包括：巴拉吉耶多尔特、科斯和迪耶日、费塞勒、圣皮埃尔图瓦拉克。

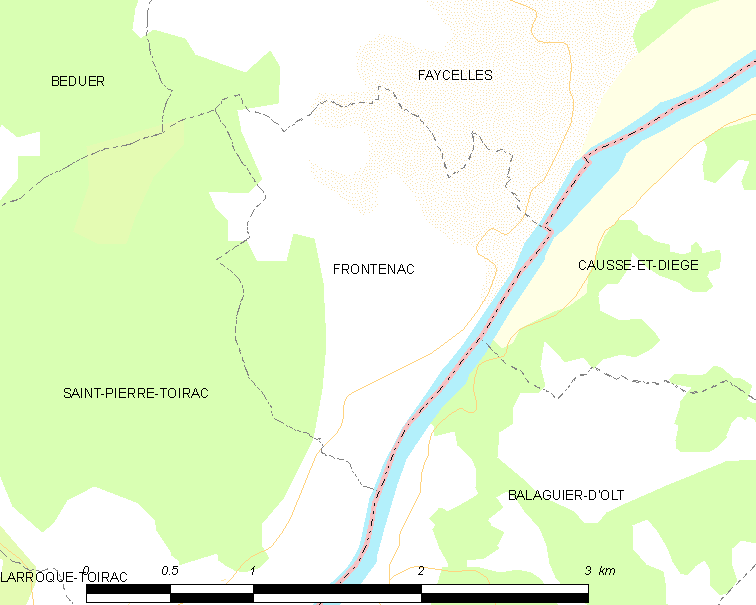
的OSM定位图

弗龙特纳克的时区为UTC+01:00、UTC+02:00（夏令时）。

## 行政
弗龙特纳克的邮政编码为46160，INSEE市镇编码为46116。

## 政治
弗龙特纳克所属的省级选区为科斯与谷地县。

## 人口

1962-2008年间人口变化图示

弗龙特纳克于2022年1月1日时的人口数量为70人。